# Helmut Krumpholz
Helmut Krumpholz (* 11. April 1922; † 17. August 2016) war ein deutscher Verwaltungsjurist und Präsident des Bundesamtes für Ernährung und Forstwirtschaft.

## Leben
Helmut Krumpholz war als 19-Jähriger Horchfunker im Zweiten Weltkrieg. Er studierte Rechtswissenschaften und wurde 1949 mit der Arbeit Die Nebenpflichten des Verkäufers bei dem Versendungskauf  an der Johannes Gutenberg-Universität Mainz zum Dr. iur. und 1992 mit der sozialgeschichtlichen Arbeit Über sozialstaatliche Aspekte in der Novellengesetzgebung Justinians an der Rheinischen Friedrich-Wilhelms-Universität Bonn zum Dr. phil. promoviert. Er war unter anderem Ministerialrat im Bundesministerium für wirtschaftliche Zusammenarbeit.
Helmut Krumpholz war von September 1973 bis zu seiner Pensionierung im April 1987 Präsident des Bundesamtes für Ernährung und Forstwirtschaft, der heutigen Bundesanstalt für Landwirtschaft und Ernährung. Er folgte Gustav Albrecht Pantel, der seit 1962 Präsident des Bundesamtes war. 
Helmut Krumpholz und seine Ehefrau Magdalene waren seit den 1980er Jahren befreundet mit Noach Flug.

## Quelle
- Wer ist wer? 1988, Band 27, S. 774